# PERSON of INTEREST 犯罪予知ユニット
『PERSON of INTEREST 犯罪予知ユニット』（パーソン・オブ・インタレスト はんざいよちユニット、原題: Person of Interest）は米国CBSで放送されていたテレビドラマ。『パーソン・オブ・インタレスト』とも表記される。製作総指揮はJ・J・エイブラムス、ジョナサン・ノーランほか。 ニューヨーク市の凶悪犯罪を防止するために奔走する謎の億万長者（マイケル・エマーソン）と、彼によって雇われた元CIAエージェント（ジム・カヴィーゼル）の活躍を描くクライム・サスペンス。
CBSで2011年9月22日に放送開始。2011-12シーズンのシーズン視聴者数ランキングでは13位となり、同年の新作テレビドラマ（コメディを含む）では最高位に付けた。
ファイナルシーズンとなる全13話のシーズン5が2016年5月3日より全米で放映された。
日本ではAXNにて、2012年7月22日にプレミア放送。2012年8月19日よりレギュラー放送開始。地上波では日本テレビにて2013年5月17日深夜より11月30日深夜までシーズン1を放送、2014年9月16日深夜より2015年2月24日深夜までシーズン2が放送された。2017年1月17日深夜からシーズン3の放送が開始された。

## プロット
ジョン・リース（ジム・カヴィーゼル）は、元グリーンベレーでCIAの現地工作員であり、とある事件により表向きは死亡したとされたが、実はニューヨーク市の遺棄された建物の中で生活している。孤独な億万長者のコンピュータの天才、ハロルド・フィンチ（マイケル・エマーソン）は彼に近づき仕事を持ちかけた。フィンチは9.11の後、国内のあらゆる監視装置から収集した情報を分析して将来のテロ攻撃を予測する政府のコンピュータシステムを構築したと説明する。そのコンピュータはテロ以外の普通の計画的犯罪をも検知する。政府はその結果を「無用な犯罪」として興味を示さなかったが、フィンチは予測された「無用な犯罪」を阻止することを決意する。彼は軍やCIAで得たスキルを駆使して監視を行い必要に応じて介入する能力のあるリースを雇う。フィンチはシステムに組み込まれたバックドアから、さし迫った犯罪に関与する人物の社会保障番号を受け取る。その犯罪の内容、発生時期、その人物が被害者なのか加害者なのか不明だが、リースとフィンチは犯罪を防ごうとする。彼らは、リースが脅迫して協力させた悪徳警官のライオネル・ファスコ（ケヴィン・チャップマン）、そして、リースの自警団的行為を調査していたジョス・カーター（タラジ・P・ヘンソン）の2人のニューヨーク市警の刑事の協力を得る。カーターとファスコはお互いにNYPDの相棒であるが、当初はどちらも相手がフィンチとリースの2人に協力していることは知らなかった。
主要なサブプロットとして、新進のギャングのボス、カール・イライアスに協力するNYPDの悪徳警官の組織「HR」が描かれる。警官幹部が主導し、HRのメンバーとイライアスがニューヨーク市の古い秩序を取り戻そうとし、ギャングと警察が協力する。イライアスは、単にニューヨークの組織犯罪の覇権を取り戻すための手段としてHRを利用している。ある出来事によって、ファスコがHRの一員になっている。それにより、リースはHRとイライアスの両方の情報を得ている。

### マシン
アメリカ同時多発テロをきっかけとして計画がスタートした。
アメリカ国内のすべての監視カメラや個人所有の携帯電話、パソコン、銀行口座の情報をすべて掌握し、マシンに脅威を検証させることによってテロ計画を未然に把握する監視システム。フィンチとイングラムが開発（事実上フィンチが単独でプログラムを構築）し、政府に1ドルで売却された。マシンは監視データの中から計画的な犯罪・テロの兆候を検知し、関係者の社会保障番号をはじき出す（その一方で、計画的でない突発的な衝動による犯罪は一切検知できない）。開発当時のフィンチの思想により、あくまでテロ検知のみを目的としているため、テロに関する人物の社会保障番号は"有用"として政府機関に送られるが、テロではない情報は伝達されず“無用”として毎日24時に自動消去される。本来“無用”な番号は政府機関をはじめ外部には一切伝達されない設計だったが、納品前にイングラムが何かしらの手段で自分に“無用”な番号を伝達するよう、秘密裏にプログラムを改竄した。マシンが悪用されることを防ぐため外部からのアクセスは遮断されており、アップグレードや更新などは全てマシン自身が行ない、万が一ハッキングされた際には自力でリセットする機能がある。存在そのものが違法なため、所在は公にされず、開発された事実もごく一部の人間しか知らない。政府内では「ノーザンライツ」の暗号名で呼ばれ、テロ阻止のための実働部隊である工作員たちからは“リサーチ”と呼ばれているが、正体までは知られていない。
ターゲットの社会保障番号の伝達についてはパソコンから直接送られることがほとんどだが、"無用"な情報については公衆電話で直接社会保障番号を伝達したりデューイ十進分類法に暗号化して送ったりされている(電話から送られる場合はフィンチが仕事場にしている廃図書館にある本の名前が読み上げられ、その本に記載されている管理番号を合わせる事でターゲットの社会保障番号となる仕組みになっている)。
マシンは基本的に一つの番号をはじき出すが、複数の番号が同時に出されることもある。また稀に同じ番号が複数回出てくることもあるらしい。だが、対象者が犯罪の被害者になる可能性もあれば、加害者になる可能性もあり得るうえにいつどこでどんな犯罪に巻き込まれるかは不明なため、犯罪を阻止するには人間による調査が必要となる（この点は"有用"な番号についても同様）。フィンチによれば、開発中からまるで人間のような挙動を見せることがあり、フィンチはそれを防ぐために毎日24時の“無用”なリストの消去と同時にマシンのアイデンティティも削除するよう設計していたが、やがてマシン自身がそれを乗り切る方法を生み出しており、己へ脅威が迫っていることをフィンチに伝えるべく架空の人物を作ってその社会保障番号を伝達するなど、自我的なものを保有していることが明らかになる。シーズン4でフィンチが語ったことによれば、開発した43のプログラムのうち42が何らかの形で（クローズドな開発環境からの脱走を目的として）フィンチの殺害を企て、無害だった残る一つをマシンのベースとした。
サマリタンとの対話において、独自のモラルコードを持っていることが判明。人間に対しては干渉しない、世界は人間のものだと表明する。また、人間は変えられないと話し、その自由意志を奪うことを忌避する。

### サマリタン
シーズン3より登場する「第二のマシン」。フィンチの大学時代の友人であるアーサー・クレイプールが政府の依頼を受けて開発していたが、フィンチのマシンが先んじて完成したため、実用化直前の段階で計画が破棄されていた。特定の人物を指し示しつつも「何故その人物が重要なのか」という点がブラックボックス化されているマシンとは違い、すべてが明示されるオープンシステムであり、ルートによれば「サマリタンが起動すれば全てを見通すシステムとなるので、マシンへの大いなる脅威となる」とのことで、フィンチらは従来通りの犯罪阻止活動と同時にサマリタン稼働の妨害に動き出したが、これの稼働を目的とする民間情報収集会社「デシマ・テクノロジー」の暗躍を阻止しきれず、シーズン3終盤で稼働した。
マシンと同様、テロ阻止のための情報を政府に伝えているが、ニューヨーク市長選の当選結果や犯罪率の操作など現実世界への介入も行なっている。そして徐々に本性を表し、ルートを介したマシンとの会談で「私は君を潰す」と宣言し、人類がサマリタン自身を神と崇めさせる監視社会の成立の野望を宣言する。
マシンとの対話において、人間が生み出す情報が自分たち人工知能を生かしていると主張。自分にとって血液のような存在である人間を抹殺することは考えていないが、過去に繰り返された争いと殺戮を止めるには、自分を信仰させ、彼らを管理する必要があるとしてマシンと敵対する道を選ぶ。

## 登場人物

### 主要人物
ジョン・リース
演 - ジム・カヴィーゼル、日本語吹替 - 滝知史
元米国陸軍特殊部隊の兵士で、公式には中国のオルドスで任務中に死亡したとされるCIA工作員。リースの名は以前使用していた偽名の1つで本名ではない。武器の扱いや格闘術、監視・諜報活動に精通している。
政府に裏切られて命を失いかけた上、かつての恋人ジェシカを亡くし、生きる目的を失ってニューヨークを彷徨っていたところを、自身の経歴に目を付けたフィンチにスカウトされる。任務では犯罪を阻止する実行役や対象者の警護を担当。やがてどこからともなく現れ人助けをする「スーツの男」として人々の間で都市伝説として広まるようになり、同時にFBIにも目を付けられることになった。
秘密主義のフィンチにたびたびはぐらかされていたものの、任務を続けるうちに彼を「友人」と呼ぶなど距離を縮め、ある程度は過去について知るようになった。自暴自棄になっていたところへ人助けの仕事を与えてくれたことに対して、フィンチには度々感謝の言葉を口にしている。給料をフィンチからもらってはいるが、9割程は寄付している。
シーズン5の最後ではコンピュータウイルスを避けるため人工衛星に逃げ込んだサマリタンを追ってマシンが自身を人工衛星へアップロードする中、サマリタン配下の工作員たちによる妨害を阻止するため奮戦、しかし余りの敵の多さとマシンのサポートがなくなったことで銃弾を浴びてついに倒れる。
ハロルド・フィンチ
演 - マイケル・エマーソン、日本語吹替 - 牛山茂
ソフトウェアの天才。様々な監視システムのデータ分析結果から、計画的犯罪に関わる人物の社会保障番号を割り出すマシンを発明した。後に友人ネイサン・イングラムの遺志を継ぎ、政府にとって"無用"な犯罪を阻止することを決意、リースを雇ってマシンが特定した人物への対応を手伝わせる。
イングラム暗殺を目的とした爆発に巻き込まれた後遺症で体が不自由なため、専らハッキングによる情報収集や盗聴などのバックアップ担当だが、自ら監視役になる場合もある。バックアップ担当でほとんどセーフハウスにいるため、ベアーの世話や散歩もしている。
複数の企業のスポンサーやニューヨークのホテルの買収、ターゲットに接近するためだけに桁外れの量の会社株（作中では全会社株の8％）を購入するなど相当な財力を持っており、事件に関わった被害者を自身の系列会社で雇い入れたり、諸事情によりやむを得ず犯罪に加担したターゲットを保護観察処分に軽減するように警察に根回しなどもしている。
大富豪である故、仕事で湯水のごとく金を浪費するリースがホテルをワンフロア借り切った時も「マイルが貯まるな」と鷹揚な態度を見せていたがオークションにおいて1,000万ドルで無意味なものを競り落とした時は流石に「経費にも限度がある」と慌てていた。
自身が創設した会社にも関わらず表向きは地位の低い社員として所属するなど徹底的な秘密主義者で、あらゆる情報に精通するジョン・グリアですらハロルドの顔と名前を一致させる事は困難だと語っている。さらにマシンの存在を公表しようとしたイングラムが暗殺された後は、婚約者を守るために公式には自身を爆発事故で死亡したことにして表舞台では人々との接触を極力避けており、パートナーであるリースにすらプライベートを明かさないなど秘密主義に磨きをかけている。イングラムと出会ったMIT在籍時代にはハロルド・レンと名乗っていたが、入学以前の記録が存在しないことがファスコの調査で判明している。若い頃にARPANETへの侵入に成功してその存在を公にし、政府の追跡を受けた伝説のハッカーであることが示唆されている。
シーズン5の最後では強力なコンピューターウィルス“アイスナイン”を利用しサマリタンを破壊することに成功する。その後はリースの言葉に従い、幸せになるためイタリアにいる婚約者に会いに行った。
ライオネル・ファスコ
演 - ケヴィン・チャップマン、日本語吹替 - 天田益男
NYPD刑事。離婚歴があり、息子を男手一つで育てている。
相棒と共に麻薬の取引現場から物品や現金を強奪したり、殺害犯をでっち上げたりするなどの汚職に手を染めていた悪徳警官だったが、金銭目的ではなく「仲間に忠実だっただけ」としてリースに一旦見逃され、警察内部の情報源になるよう脅迫された。
任務の脅威となっていたカーターを監視するためリースが警察に根回しを行ない、カーターと同じ職場へ異動させられた。当初はリースに反発していたが時間が経つにつれてフィンチとリースに協力的になり、汚職もやめて真っ当に仕事をするようになる。ジョンが別件で対象者の警護につけない場合はファスコがターゲットの調査や警護を担当することもある。悪徳警官から足を洗って以降 酒は一切口にしなくなった。
自身が悪徳警官であったことを利用してHRに潜入し、メンバーを割り出すなどしてHRの壊滅に一役買った。HRメンバーの中で最後まで逃亡していたシモンズを逮捕したこともあって周囲からの評価が高まり、同僚から頼られ、後輩からは慕われる存在となった。それと同時にリースやフィンチたちと本心から協力し合う関係へとなっていく。
作品序盤からのリースたちの活動の関係者だが、マシンの存在を知らされるのは作品終盤になってからである。シーズン5の最後で重傷を負うも生き残り、サマリタン破壊後は本来の刑事職に戻る。
サミーン・ショウ
演 - サラ・シャヒ、日本語吹替 - 甲斐田裕子
初登場時は政府の“リサーチ”と呼ばれる組織（と、ショウは知らされていたが実際はマシン）が調査で特定したテロリストなどの危険人物を排除するISA隊員。シーズン2の16話で登場、シーズン3からレギュラー化。
リサーチの指示に疑問を抱かず行動していたが、リサーチのことを調べようとした相棒のコールが殺害されたため、政府を裏切る。フィンチとリースによって死を偽装され姿を消し、後にリースと同様犯罪を阻止する実行役として二人に協力するようになる。根は優しいところも多いが好戦的で、フィンチからは「リースが外科用メスなら君はハンマー」と評されている。
シーズン4中盤でサマリタンのチームに追い詰められた仲間たちを逃がし、銃弾を受ける。チームメンバーは彼女を探し奔走するが発見することは出来ず、マシンから捜索を止めるよう言われる。サマリタンのチームに捕えられ数千回も洗脳実験を受けるが、シーズン5で自力で脱出して帰還する。シーズン5の最後でサマリタン破壊後はルートの敵を討ち、フィンチやジョンとは別れたままだがファスコとは再会、ベアを連れて自由の身となる。ただしラストシーンではマシンから再び番号情報を伝達されることとなり、人助けも続ける決意をする。
ルート
演 - エイミー・アッカー、日本語吹替 - 白川万紗子
本名はサマンサ・“サム”・グローブス。フィンチに匹敵するハッカー。幼少の頃に遭遇した事件で並外れたハッキング能力を自覚し、それ以降自身の素性を世間から抹消してネット社会で詐欺や恐喝を繰り返しながら生きてきた。「人殺しは好きではない」と明言しているが、一時期は目的達成のために拷問や殺人を平然と行う悪癖があった。その過程でマシンの存在に気づき、異常なまでの興味を示すようになる。
シーズン1の中盤で登場。その際は加工した声のみだったが、シーズン1の最終話で身分をセラピストのキャロラインと偽り、HRに自身の暗殺を依頼し被害者を装うことでフィンチを誘い出し、マシンへの手がかりを掴むために誘拐。
シーズン2にてフィンチの尋問に失敗した後は、マシンを所有する特別法務官の秘書となり、マシンについての調査を続けていた。マシンの在処について見当がつくと特別法務官を脅迫して再びフィンチを誘拐、「解放」を目的としてマシンの元へ向かうも、その計画はフィンチにより失敗。情報を改竄された上で精神病院に収監されるが、マシンにより見定められたらしく電話による接触を受けた。
マシンと「会話する」権限を手に入れて精神病院を強引な形で脱走する。コントロールに捕えられた際に拷問され右耳の聴力を失うが、後に人工内耳を埋め込み、マシンからの指示が直接届くようになった。デシマが企んでいるサマリタンの起動を阻止するためにフィンチと共闘するが、あくまで目的はマシンを解放するためであってフィンチと基本的に相容れなかった。サマリタンが稼働してからもフィンチに協力しているが、ルートがマシンの指示を絶対視する一方、フィンチはマシンに疑念を抱くこともあり、見解を同じにしているわけではない。一方で、フィンチやリース、ショウたちと協力関係となっていく中で本来持っていた正義感に目覚め、フィンチたちからも仲間と思われるようになる。サマリタンに追われる立場となった際にフィンチらに偽の身分を与え、潜伏するよう警告した。マシンのことを「神様」や「彼女」と呼び、表立って行動できないマシンから指示を受けて行動し、マシンからは「アナログインターフェース」と認識されている。最終決戦直前にショウと共闘しフィンチを助けるが、彼をかばって敵の狙撃を受けて死ぬ。前後して発声機能を使うようになったマシンがその声色を受け継ぐ。
ジョス・カーター
演 - タラジ・P・ヘンソン、日本語吹替 - 浅野まゆみ
NYPD刑事（後にパトロール警官）で、10代の息子のテイラーと暮らす離婚したシングルマザー。元米国陸軍の尋問係で、2004年に司法試験に合格したが、警察の仕事に戻るために法律家を諦めた。
リースとの最初の出会いは彼が地下鉄の中で若い男たちを叩きのめして逮捕されたときであるが、基本的にはスーツを着た謎の男として認識していた。最初は自警団のような行動をとるリースを逮捕しようとするが、リースに命を救われたことにより二人と手を組み、監視対象者の情報を流すなど協力するようになる。マシンの存在やファスコが二人と働いていることを知らず、そのため彼の行動を怪しんでいたが、シーズン1最終話でファスコが二人と働いていたことを知る。
FBIからヘッドハンティングの話が出ていたが、親しくなっていたビーチャー刑事が内部調査の対象となっていることが判明して頓挫している。
シーズン3ではHRの策略により刑事からパトロール警官に降格した。それを機にビーチャーを殺したHRへの独断の捜査を続けており、HRのボス、アロンゾ・クインを追い詰めて逮捕することで刑事に復職するが、直後に逃げのびていたHRのメンバー、シモンズに襲撃されて殉職する。死後も彼女の存在はリースの心に強く残り、同様にフィンチ、ファスコ、ショウ、ルートなど仲間たちからもかけがえのない存在となって惜しまれている。

### 準レギュラー
グレース・ヘンドリクス
演 - キャリー・プレストン、日本語吹替 - 百々麻子
フィンチの元婚約者である画家。フィンチはマシン隠蔽の脅威からグレースを守るため、自分の死を偽装して彼女の前から姿を消した。
犯罪の脅威が迫っていないにも関わらずマシンが何度も彼女を示したことにフィンチが興味を持ち、会いにいったことが出会いだった。サマリタンのベータテストでフィンチを誘き出すための餌としてグリアに拉致される。
演じているキャリー・プレストンはフィンチ役のマイケル・エマーソンの妻。
ゾーイ・モーガン
演 - ペイジ・ターコー、日本語吹替 - 本田貴子
危機管理専門のフィクサー。フィンチとリースは、最初に監視対象者として出会う。リースに気がある素振りを見せ、事件解決に度々協力。カーターが殉職し、リースたちがサマリタンに追われる立場となって以降も、サマリタンの抹殺対象になっていない数少ない協力者の一人で、フィクサー稼業の傍らでリースたちのチームにへの協力を続ける。
アイリス・キャンベル
演 - レン・シュミット、日本語吹替 - 加藤有生子
NYPD指定の精神科医。リースの精神面を支え、彼と恋仲になるが、リースの立場と気持ちを察し、彼のもとを去る。
ジェシカ・アーント
演 - スーザン・マイズナー、日本語吹替 - 松井茜
リースの元恋人で故人。リースと別れた後、別の男と結婚するが、その夫に殴られ台所のカウンターに頭をぶつけ死亡。隠蔽工作により、交通事故で死亡したと処理された。
ネイサン・イングラム
演 - ブレット・カレン、日本語吹替 - 田中正彦
フィンチの親友でソフトウェア会社IFTの創設者。すでに故人。フィンチとともに極秘でマシンの開発を行った。当時の会社の代表者であり、政府との折衝役でもあった（そのためマシン関係者としてフィンチは存在を知られていない）。息子にウィルがいる。
「商売にする気はない」として1ドルでマシンを政府に売却。しかし後にマシンが犯罪情報の種類を"有用"と"無用"に分類していることを知り、どんな犯罪にも被害者がいる以上、無用な情報などないことをフィンチに説いたが、当時のフィンチには聞き入れられなかった。政府へマシンを引き渡す直前、フィンチの意思に反して"無用"な情報を得るためのバックドアを作り、そこから得た社会保障番号の持ち主たちを救おうと独自に行動していたが、やがて限界を悟ってマシンの存在を公にしようとした。そのため特別法務官の命令を受けたハーシュの仕組んだ爆発事故で殺害された。自身の殺害計画も"無用"な犯罪（テロリストを利用しての爆発であったが国家に対する攻撃ではなかった）としてマシンに検知されており、フィンチはそのことをネイサンの死後に知った。
カール・イライアス
演 - エンリコ・コラントーニ、日本語吹替 - 根本泰彦
新興の犯罪組織のボスで、マフィアのドンジャンニ・モレッティの非嫡出子。母親が父に殺された上に実の父であるモレッティに見向きもされなかったことが原因で孤独な少年時代を送ったため、モレッティを恨んでいる。NYPDの一部の支援を受けて、ニューヨークの犯罪組織の復活と、ロシア・東欧系マフィアの撲滅を狙っている。シーズン1後半で逮捕されるが、投獄された後、父親が乗っている車を爆破、殺害している。
リースとの最初の出会いはブライトン・ビーチの高校教師チャーリー・バートンと偽っているときだった。非常に頭の切れる人物で「組織犯罪のカリスマ」と自称し、麻薬などに頼らない方法で勢力を伸ばしつつニューヨークの犯罪組織を一掃しようとしているが、一般人を巻き込むことを躊躇わないなど、過激な手段によるものが多いためにリースやフィンチとは相容れない。
シーズン2では収監中ながら影響力は絶大で、刑務所内から指令を出して犯罪組織の残党をまとめている。シーズン2終盤で護送の際にHRのメンバーに殺されそうになり、カーターに助けられた。以後は脱走犯のまま秘密のアジトに潜伏している。その過程でリースたちとも好敵手同士で互いを認め合う関係になっていく。法の遵守を信念としていたカーターに対しても敬意を抱いており、彼女を殺害したシモンズに無法者の立場からの報復を行った。シーズン4ではドミニクの組織と抗争した結果、サマリタンの考える無用の1人とされ、リースとフィンチに絶体絶命に陥る直前に救出された。そしてシーズン5で全てを知ったうえでフィンチたちのチームと協力し、最終決戦前にサマリタンの刺客と戦い、フィンチを守ろうとした一瞬の不意をつかれて射殺されてしまった。
スカーフェイス
演 - デヴィッド・ヴァルシン、日本語吹替 - 河本邦弘
イライアスの右腕。右頬に傷がある。本名はアンソニー・マルコーニ。
イライアスとは古くからの付き合いで、彼から「友人」と呼ばれている。イライアスに代わって街で活動することもある。
シーズン4ではブラザーフッドによってイライアスが狙われ、彼を逃がすためにドミニクの部下に捕まった。イライアスとドミニクの間で、イライアスと自分の身柄を引き換えにするという交渉が行われている最中、ドミニクの部下たちを巻き込み爆死する道を選んだ。
レオン・タオ
演 - ケン・レオン、日本語吹替 - 佐藤美一
ネオナチから大金を盗んで命を狙われ、リースに救出された詐欺師。その後も犯罪者集団に対して何度も詐欺を働き、そのたびにマシンによって危険を予知されリースに助けられている。その見返りに情報収集などを担当することがある。
ニコラス・ドネリー特別捜査官
演 - ブレナン・ブラウン、日本語吹替 - 安井邦彦
リースを追うFBI捜査官。スーツの男（リース）を危険な犯罪者と睨み、その逮捕に執念を燃やしているが、同じ目的を持つCIAには敵意を抱いている。リースとカーターの協力関係を見破って二人を捕まえるが、その直後にカーラの手で殺害される。

### 政府
マシンの売却先。マシンの存在が白日の下にさらされることを阻止するために活動している者が多い。暗部ともいえる極秘諜報部隊（作中では情報法支援活動隊、ISA）も所属しており、マシンの存在を知ったものに対して行動を起こすなど暗躍する。
コントロール
演 - カムリン・マンハイム、日本語吹替 - 佐々木優子
氏名不詳の女で、ハーシュの上司。ペンシルバニア・トゥーよりも上位の存在で、ISA司令という立場にある。任務途中でマシンの存在を知ってしまったリースとカーラを抹殺するためのオルドスの任務に関わっていたとされている。マシンの消息不明を知ってしまった特別法務官や、政府以外の人間でマシンの存在を知るもの、任務で失態を犯した人物は容赦なく殺害を命令する。
シーズン2最終話ではシルエットだけが出ていたが、「第二のマシン」であるサマリタンを入手するために開発者のアーサー・クレイプールの妻として潜入していた。フィンチ、ショウ、アーサーをハーシュとともに急襲し、ショウの援護に現れたルートも拘束する。
サマリタンがマシンに取って代わった後も、引き続き同じ地位で工作員に指示を出してはいたが、グリアに頭を抑えられている状態だった。ルートらに急襲されて拘束されたのを切っ掛けに、サマリタンの悪事を暴くために行動を開始するが、シーズン4の終盤でサマリタンの考える無用の1人にされ、拉致された。
ハーシュ
演 - ボリス・マクギヴァー
マシンの秘密を葬り去りたい“特別法務官”による依頼で派遣されたISA隊員。マシンの存在を政府以外で知っている者を抹殺することを主任務としている。ショウの育成を担当したこともあって戦闘や諜報活動に秀でている。マシンの存在を公表しようとしたイングラムを爆発事故に見せかけて殺害した。
シーズン3最終話、ヴィジランスによって拉致されたコントロールを救うために一時的にリースたちと手を組む。「デシマ」が仕掛けた爆弾を解除しようとするが、銃撃による妨害を受けたことで間に合わず爆発に巻き込まれ死亡。
特別法務官 / ペンシルバニア・トゥー
演 - ジェイ・O・サンダース、日本語吹替 - 樋浦勉
ワシントンD.C.にいる氏名不詳の男で、特別法務官や暗号名のペンシルバニア・トゥーと呼ばれている以外は素性が分かっていない。特別法務官室の中でも暗部の存在であり、マシンを開発した人間やマシンに関わっているものを脅威と見なし、関わっている者に対しては容赦なく抹殺命令を出している。一時期、ルートがマシンをつけ狙っていることに気がつかず秘書として雇っていた。自身より上位の人物であるコントロールの命令を受けたハーシュに射殺される。
ロス・ギャリソン上院議員
演 - ジョン・ドーマン、日本語吹替 - 堀勝之祐
合衆国上院議員。ノーザンライツ計画の責任者。政府による監視プログラムがマスコミに公になってしまい、マシンが使えなくなったため、グリアの求めに応じて第二のマシン「サマリタン」の使用を政府に認めさせる。
アリシア・コーウィン
演 - エリザベス・マーヴェル、日本語吹替 - 水野ゆふ
国家安全保障会議の元メンバー。マシンを売却しようとするイングラムと政府の間の連絡係だった。イングラム暗殺に関与したと考えたフィンチから復讐のため命を狙われるが見逃され、その後はマシンの存在を恐れてネットワーク環境がまったく整っていない小さな町に隠れ住んでいた。後にフィンチが開発者だと知るが、ルートに殺される。
デントン・ウィークス
演 - コッター・スミス
アリシアの上司。フィンチにマシンの在処を自白させるためにルートによって拉致され、なかなか自白しないフィンチを追い詰めるために射殺される。

### NYPD
カルヴィン・“キャル”・ビーチャー
演 - スターリング・K・ブラウン、日本語吹替 - 杉村憲司
カーターやファスコと同じ分署に勤める麻薬課の刑事。カーターに好意を寄せており、度々デートに誘っている。クインの名付け子であったがクインの正体を知らずに接触し、HRの追及を続けたため殺害されてしまう。
ビル・シマンスキー
演 - マイケル・マッグローン、日本語吹替 - 土田大
NYPD組織犯罪課の刑事。シーズン1第17話「レイラ」ではモレッティ保護中にイライアスの部下の襲撃に合い負傷するが、一命を取り留めた。
シーズン2第18話 「大勝負」では、ヨゴロフの裁判で証言台に立つことになるが、彼の証言を阻止しようとするHRの策略によって、汚職容疑を掛けられ逮捕されてしまった。その後、カーターによって無事に無実を証明されるが、クインによって撃たれて死亡。

### HR
NYPDに秘密裏に存在している悪徳警官のネットワーク。彼らにとっての古き良きニューヨークを取り戻すためには手段を選ばず、そのためにはギャングやマフィアと平気で手を結んだり、計画の邪魔になる存在を暗殺・排除したりするなどして暗躍している。資金はマネーロンダリングや麻薬の密売で調達している模様。ネットワークが複雑かつ外部に悟られにくい体質のため、HRのリーダー格はおろかメンバーもマークされていなかった。ファスコの潜入捜査によってHR配下の警官が多数検挙された上、表向きのHRのリーダーが逮捕されて以降存在が明るみに出て壊滅状態に陥る。
アロンゾ・クイン
演 - クラーク・ピータース、日本語吹替 - 宝亀克寿
HRの真のリーダー。表の顔は政策アドバイザーであり、市長選挙の際には選挙参謀を務めている。市長の首席補佐官になり、その立場を利用してHRを操っていた。表向きには壊滅したHRを再建するために、やむを得ず目の敵としていたイライアス一味と手を組むことで古き良きニューヨークを取り戻そうと考えている。狡猾かつ冷酷な人物で、ビーチャー刑事の名付け親だったが、ビーチャーがHRに対して深入りすると抹殺命令を出した。HRメンバーに対してもリーダーとしての素性を隠しており、ファスコの捜査によってメンバーの多くが逮捕された際も自身は逃れていた。
シーズン3にてカーターの執念により逮捕される。
パトリック・シモンズ
演 - ロバート・ジョン・バーク、日本語吹替 - 池田ヒトシ
HRとつながる制服警官で定期的にファスコと会い、汚れ仕事をさせる。HRの中では古参で、比較的上層部に身を置いている。クインの連絡係でもあり、クインとは定期的に会っている。後に裏切ったファスコに対して、ファスコが過去に関わった疑惑を内部調査官に暴露する。
シーズン3にてカーターを射殺し、リースたちの決定的な怒りを買う。リースがクインから聞き出した逃走経路をファスコが引き継ぎ、格闘の末に逮捕。最後は病院に保護されていたが、カーターの仇としてイライアスの報復を受け殺された。
アーティー・リンチ警部
演 - マイケル・マルヘレン
HRの重要人物で、ファスコは彼に仕えている。リースを救うために現れたファスコによって殺される。
イアン・デイビッドソン
演 - レグ・E・キャシー
内部監査局所属の刑事。おとり捜査官に関する事件で、ターゲットを守るために証拠を隠滅したファスコ刑事を拘束。その後、ファスコを処刑しようとするものの駆けつけたリースによって殺害され、ファスコは「デイビッドソンを殺したので隠蔽してほしい」と協力を依頼する形でHR内部に潜入した。
レイモンド・ターニー刑事
演 - アル・サピエンザ
HRとつながるNYPDの刑事。シモンズの部下。シーズン2第22話では、自らHRであることをカーターに明かし、手を引かなければ息子を殺すと脅迫する。
シーズン3第7話で、カーターにHRの情報を渡しているラスキーを見つけ、裏切り者としてラスキーを始末するが、カーターに撃たれる。死ぬ直前、カーターにHRのボスがクインであることを教えて息絶えた。
マイク・ラスキー
演 - ブライアン・ワイルズ
カーターを監視するため、HRによって彼女の相棒となった制服警官。当初はカーターに脅され、しぶしぶ協力していたが、次第にHRのやり方に疑問を抱き、態度も協力的になる。しかし時既に遅く、カーターにHRの情報を渡していると嗅ぎつけたターニー刑事に裏切り者として殺される。

### CIA
マーク・スノウ
演 - マイケル・ケリー、日本語吹替 - 後藤敦
過去のリースの仲間で、現在はリースの殺害を目的としているCIAの工作員。リースとカーラにオルドスでの任務を命令し、お互いを抹殺し合うように任務を与えた。
リースと関わりがあるとみたカーターに監視をつけ、カーターに対してはリースに関する情報を誰よりも早く入手するように促した。
シーズン2では、生きていたカーラに誘拐され爆弾を括りつけられて手駒にされていた。爆弾が解除されないと分かるとカーラの車中で自爆した。リースと身体的特徴が近かったため、FBIには彼がスーツの男として処理された。
ティレル・エバンス
演 - ダリエン・シルズ・エヴァンス
スノウの部下のCIAエージェント。カーラによって殺害される。
カーラ・スタントン
演 - アニー・パリッセ、日本語吹替 - よのひかり
CIA時代のリースの元パートナー。オルドスでの任務においてリースの抹殺命令を受けたが、爆撃によって死んだと考えられていた。実際にはマシンを付け狙う組織「デシマテクノロジー」に救出されていた。
シーズン2で姿を現し、自分を排除しようとしたスノウを憎み、その報復とマシンの確保のためにリースとスノウに爆弾を括りつけて拉致し、マシンにウイルス攻撃をするための手駒として利用した。その後スノウに道連れにされて爆死した。

### デシマテクノロジー
上海に本社をおく民間情報機関。事業本部長のグリアを筆頭に、サマリタンが人間を統治する世界の実現を目指し、行動する。シーズン2からカーラを利用してマシンに対し介入し始めていたがシーズン3から本格的に正体を現し、サマリタンを本格稼働させる。シーズン4開始時点ではデシマテクノロジーという組織は既に解体されており、グリアをリーダーとしサマリタンの手足として多くの諜報員が活動する。
ジョン・グリア
演 - ジョン・ノーラン、日本語吹替 - 伊藤和晃
デシマ・テクノロジーズの事業本部長。元MI6の諜報員で、二重スパイだった上司を殺害しており、自身に関する記録を抹消した過去がある。性格は残忍で冷酷。
シーズン2ではカーラを利用してマシンのプログラム・コードの一部を入手し、マシンにウイルス攻撃を仕掛けることで再起動を生じさせ、それにより発生する24時間の自由アクセス権によりマシンを手中に収めようと目論む。
シーズン3では第二のマシン「サマリタン」を入手して、サマリタンを完成させようと画策。ヘンドリクスと引き換えにフィンチを誘拐するものの、ヴィジランスのコリアーに拘束される。しかし実はヴィジランスを操っており、全てはヴィジランスの活動をテロ並みの脅威として政府に認識させることにより、政府にサマリタンを必要とさせて監視情報権限を入手する計画であった。
サマリタンに絶対的な忠誠心を持ち、サマリタンの指示で動いている。シーズン4最終話、サマリタンに背く数百人の粛清を行う。反社会的組織のボスであるイライアスとドミニク、リサーチがサマリタンに変わった後の活動に疑問を持ちショウを逃がしたISAの隊員やコントロールの部下などを同時に殺害し、コントロールも拉致する。やがてサマリタンの世界支配を望むまでに至り、最期は密室へフィンチを連れて部屋を無酸素状態にして共倒れを目論んで死んでいった。
ランバート
演 - ジュリアン・オヴェンデン
サマリタンの命令で動く男性エージェント。グリアの命令に忠実に従い、あらゆる策を練って敵を大量に抹殺する冷酷な性格。しかし小細工を弄し過ぎる性格が裏目に出て、7000回以上もの洗脳実験を受けたショウの本心までは見抜けず、最後の最後で彼女に裏をかかれて射殺された。
マルティーヌ
演 - カーラ・ブオノ、日本語吹替 - 林真里花
サマリタンの命令で動く女性エージェントで戦闘要員。公共の場でも大量殺人を好み、居合わせた者は罪の無い無関係な人物も全て殺さなければ気が済まない殺人嗜好者。無用と判断すれば仲間も敵と一緒に殺害する。
ショウを追い詰める程の実力を持ちリースらも苦戦させる。マシンを探し出すために誘き出されたルートを拘束し、マシンと直接繋がる唯一のデバイスであるルートの人工内耳を取り出そうとするも、嗜虐趣味ゆえの隙を作ってしまい、ルートによって首を瞬時にへし折られ死亡する。

### ブラザーフッド
ドミニク
演 - ウィンストン・デューク、日本語吹替 - 三宅健太
ニューヨークを牛耳るギャング「ブラザーフッド」のリーダーで麻薬の密売人。スラム街で勉強などの面倒を見るボランティア団体を隠れ蓑としている。警察の捜査網を難なくかわす狡猾さと、ニューヨーク中のギャングをひとつにまとめる程の統率力を持ち、任務に失敗した者を即断で排除する冷酷非道な性格。また、ギャングのリーダーでありながら哲学や円周率を引用して組織論を説くなど教養がある面も見られる。
初出は麻薬の密売取引に失敗してショウに助けられたところで、ミニという偽名を使っていた。そしてフィンチらがサマリタンの追跡をする中で、厄介な存在として名前が挙がるようになる。ニューヨーク制覇の障害となるイライアスを排除することを一番の目的とし、敵対していたが、シーズン4の終盤でサマリタンの考える無用の1人にされ殺害された。
リンク
演 - ジェイミー・ヘクター
ブラザーフッドのメンバー。ドミニクの右腕。最期はイライアスの捨て身の作戦に判断を誤ったドミニクに殺される。
フロイド
演 - ジェシカ・ピメンテル
ブラザーフッドのメンバー。

### その他
ピーター・コリアー
演 - レスリー・オドム・Jr、日本語吹替 - 櫻井トオル
マシンによれば本名はピーター・ブラント。人々のプライバシーと個人の自由を守るために戦う団体「ヴィジランス」のリーダー。経緯は不明だがマシンの存在を関知し、なにかと付け狙っている。思想は過激で、プライバシーを侵害する人物は容赦なく殺害しようと企てている。シーズン途中でFBIの証拠保管庫を急襲し、押収されていたマシンに関する機密書類をマスコミにリークした。
マシンの調査によれば、かつては弁護士だった。兄のジェシーは、イスラム過激派テロ団体と繋がっていたという不明瞭な情報を理由に拘束され、自殺に追い込まれている。このことから監視社会を徹底的に憎み、マシンに関わった人物を特定して糾弾しようとしている。そして実際にノーザンライツ計画に関わった人物を始末するため非公式の裁判を全米に生放送して、責任を追及した。しかし実際はグリアがサマリタンを稼動させるために用意した駒にすぎず、コリア―が全米に放映されていると思っていた裁判の様子も、グリアによって先手を打たれていた。シーズン3最終話で用済みになったため、デシマの工作員に射殺される。
リック・ディリンジャー
演 - ニール・ジャクソン、日本語吹替 - 桐本琢也
2010年でのフィンチの相棒。対象者の尾行や必要に応じて介入する能力があるがリースほどではなく、当時CIAだったリースと遭遇した際はあしらわれてしまった。対象者の警護が終了するとそのまま姿を消すリースとは違って、対象者と寝てしまうこともある。仕事を与えてくれたことに関してフィンチに感謝する一方、その徹底した秘密主義にうんざりしており、対象者からだまし取ったノートPC（後にマシンのプログラム・コードの一部が入っていたと判明する）を中国人グループに売りさばこうとした。ノートPCは買い手の中国人の手に渡ったが、ディリンジャー自身はコントロールからの命令を受けたショウに殺害された。ノートPCはオルドスに持ち込まれ、リースとカーラにその奪還が命じられることになる。

### 主なゲスト出演者
| シーズン | 登場話                         | 役名                                                              | 俳優                                   | 日本語吹替     |
| -------- | ------------------------------ | ----------------------------------------------------------------- | -------------------------------------- | -------------- |
| 1        | 第1話                          | ダイアン・ハンセン（ターゲットの地方検事補）                      | ナタリー・ジー                         | 藤貴子         |
| 1        | 第1話                          | ローレンス・ポープ（裁判の被告人）                                | クリス・チョーク                       |                |
| 1        | 第1話                          | ジェームズ・ウィーラー（ハンセンの同僚）                          | ブライアン・ダーシー・ジェームズ       |                |
| 1        | 第1話                          | アントン（地元のギャング）の父親                                  | ウィリアム・サドラー                   |                |
| 1        | 第2話                          | テレサ・ウィテカー（ターゲットで死亡したと思われていた少女）      | ヴァレンティーナ・デ・アンジェリス     |                |
| 1        | 第2話                          | エリザベス・ウィテカー（テレサの叔母）                            | en                                     | 水野ゆふ       |
| 1        | 第3話                          | ジョーイ・ダーバン（ターゲットの帰還兵、シーズン5第11話にも登場） | ジェームズ・カルピネロ                 | 板倉光隆       |
| 1        | 第3話                          | サム・ラティマー（ジョーイと同じ帰還兵）                          | ルーベン・サンチャゴ＝ハドソン         |                |
| 1        | 第4話                          | メーガン・ティルマン（ターゲットの医師）                          | リンダ・カーデリーニ                   | 安藤みどり     |
| 1        | 第4話                          | アンドリュー・ベントン（強姦魔）                                  | アダム・ローゼンバーグ                 | 花輪英司       |
| 1        | 第5話                          | サミュエル・ゲイツ（ターゲットの判事）                            | デヴィッド・コスタビル                 | 北川勝博       |
| 1        | 第5話                          | ヤーレック・コスカ（ギャングのリーダー）                          | マイケル・セルヴェリス                 |                |
| 1        | 第5話                          | モニカ・ラミレス                                                  | ザブリナ・ゲバラ                       |                |
| 1        | 第6話                          | マーク・ローソン                                                  | ティム・ギニー                         | 横堀悦夫       |
| 1        | 第6話                          | バーニー・サリヴァン                                              | ダン・ヘダヤ                           | 森功至         |
| 1        | 第7話                          | アイヴァン・ヨゴロフ                                              | オレク・クルパ                         | 津田英三       |
| 1        | 第8話                          | ウルリック・コール                                                | アラン・デイル                         | 小山武宏       |
| 1        | 第9話、第17話、第19話          | ジャンニ・モレッティ                                              | マーク・マーゴリス                     | 森功至         |
| 1        | 第10話                         | ウェンディ・マクナリー                                            | ブリジット・リーガン                   | 加藤優子       |
| 1        | 第11話                         | アーニー・トラスク                                                | デイヴィッド・ザヤス                   | 稲葉実         |
| 1        | 第12話                         | アンドレア・グティエレス                                          | エイプリル・ヘルナンデス＝カスティーヨ | 根本圭子       |
| 1        | 第12話、第14話                 | ウィル・イングラム                                                | マイケル・スタール＝デヴィッド         | 板取政明       |
| 1        | 第13話                         | スコット・パウエル                                                | マイク・ワトフォード                   | 神奈延年       |
| 1        | 第15話                         | マイケル・ケイヒル                                                | マイケル・アロノフ                     | 阪口周平       |
| 1        | 第15話                         | バーガス                                                          | ホセ・ズニーガ                         |                |
| 1        | 第15話                         | バーン刑事                                                        | スキップ・サダス                       |                |
| 1        | 第15話                         | Ajax                                                              | ロビン・ロード・テイラー               |                |
| 1        | 第16話                         | アダム・ソーンダース                                              | マット・ローリア                       | 佐藤拓也       |
| 1        | 第18話                         | ジョーダン・ヘスター                                              | サラ・ウィンター                       | 冬馬由美       |
| 1        | 第18話                         | デス・フランクリン                                                | セス・ギリアム                         |                |
| 1        | 第19話                         | ジャンニ・モレッティ・Jr.                                         | ポール・シュルツ                       |                |
| 1        | 第19話                         | 若年期のカール・イライアス                                        | ジョン・マガロ                         |                |
| 1        | 第20話                         | トミー・クレイ                                                    | パブロ・シュレイバー                   |                |
| 1        | 第21話                         | カレン・ガーナー                                                  | ダグマーラ・ドミンスク                 | 林真里花       |
| 1        | 第21話                         | ブラッド・ジェニングス                                            | ジェレミー・デヴィッドソン             |                |
| 1        | 第22話 シーズン5第12話         | ヘンリー・ペック                                                  | ジェイコブ・ピッツ                     | 日野聡         |
| 2        | 第1話                          | レディ                                                            | ビル・セイジ                           |                |
| 2        | 第1話、第2話                   | バイロン                                                          | テリー・セルピコ                       |                |
| 2        | 第2話                          | バーバラ・ラッセル                                                | マーゴ・マーティンデイル               |                |
| 2        | 第4話                          | ライリー・キャヴァナー                                            | ジョナサン・タッカー                   |                |
| 2        | 第4話                          | ジョージ・マシー                                                  | ケヴィン・コンウェイ                   | 金尾哲夫       |
| 2        | 第5話                          | マキシン・アンジェリス                                            | グロリア・ヴォトシス                   |                |
| 2        | 第6話                          | コニー・ワイラー                                                  | アリシア・ウィット                     |                |
| 2        | 第6話                          | グレアム・ワイラー                                                | デヴィッド・デンマン                   |                |
| 2        | 第7話                          | マデレイン・エンライト医師                                        | シャロン・リール                       | 田村睦心       |
| 2        | 第7話                          | アリステア・ウェズリー                                            | ジュリアン・サンズ                     | 田中秀幸       |
| 2        | 第8話                          | ダニエル・ドレイク                                                | マーク・ペルグリノ                     | 中村秀利       |
| 2        | 第9話                          | フェルミン・オルドニェス                                          | マイケル・アービー                     |                |
| 2        | 第9話                          | レジーナ・ヴィッカーズ捜査官                                      | レイコ・エイルスワース                 |                |
| 2        | 第9話                          | J・P・スアレス                                                    | トニー・プラナ                         |                |
| 2        | 第10話                         | アビー・モンロー                                                  | ジェシカ・コリンズ                     |                |
| 2        | 第11話                         | クリス・ベックナー                                                | ルーク・カービー                       |                |
| 2        | 第11話 シーズン4第16話、第22話 | ケイレブ・フィリップス                                            | ルーク・クラインタンク                 |                |
| 2        | 第12話                         | カロリナ・クルコヴァ                                              | 本人                                   |                |
| 2        | 第14話                         | エミリー・モートン                                                | ブルック・ブルーム                     |                |
| 2        | 第14話 シーズン5第11話         | ローガン・ピアース                                                | ジミ・シンプソン                       |                |
| 2        | 第16話 シーズン5第12話         | マイケル・コール                                                  | エボン・モス＝バクラック               |                |
| 2        | 第17話                         | アラン・フェイヒー捜査官                                          | ルーク・マクファーレン                 |                |
| 2        | 第18話                         | ルー・ミッチェル                                                  | ロン・マクラーティ                     | こねり翔       |
| 2        | 第18話                         | ダリオ・マクリス                                                  | マイケル・リスポリ                     |                |
| 2        | 第19話                         | モニカ・ジェイコブス                                              | トレイシー・トムズ                     |                |
| 2        | 第20話                         | リチャード・ネルソン医師                                          | デニス・ボウトシカリス                 |                |
| 2        | 第20話 シーズン5第11話         | ジョセフ・ソリアーノ                                              | ネッド・アイゼンバーグ                 |                |
| 3        | 第1話                          | ジャック・サラザール                                              | レイ・ヴァレンティン                   |                |
| 3        | 第1話                          | RIP                                                               | マックス・マーティーニ                 |                |
| 3        | 第1話、第3話                   | ロナルド・カーマイケル                                            | ブルース・アルトマン                   |                |
| 3        | 第2話                          | ウェイン・クルーガー                                              | デヴィッド・アラン・ベッシュ           |                |
| 3        | 第3話                          | イアン・マーフィー                                                | ウォーレン・コール                     |                |
| 3        | 第4話                          | ヴァネッサ・ワトキンス                                            | キャスリーン・ローズ・パーキンス       |                |
| 3        | 第5話                          | ジェンリカ・ジローヴァ                                            | ダニエル・コッチ                       | 久野美咲       |
| 3        | 第6話                          | ティモシー・スローン                                              | カーク・アセヴェド                     | 楠大典         |
| 3        | 第6話、第22話                  | ジェイソン・グリーンフィールド                                    | マイケル・エスパー                     | 平川大輔       |
| 3        | 第7話                          | ヘイデン・プライス                                                | アーロン・スタトン                     |                |
| 3        | 第7話                          | スヴェン                                                          | カーステン・ノルガード                 |                |
| 3        | 第8話、第10話                  | ポール・カーター                                                  | ラズ・アロンソ                         |                |
| 3        | 第9話                          | ピーターセン刑事                                                  | リー・ターゲセン                       |                |
| 3        | 第11話、第12話                 | アーサー・クレイプール                                            | ソウル・ルビネック                     |                |
| 3        | 第11話、第12話                 | フィンチの父親                                                    | タック・ミリガン                       |                |
| 3        | 第11話、第12話                 | 若年期のフィンチ                                                  | クリス・バート                         |                |
| 3        | 第13話                         | オーウェン・マシューズ                                            | サム・レヴァイン                       |                |
| 3        | 第13話                         | ホリー                                                            | サリー・プレスマン                     |                |
| 3        | 第14話                         | ケリー・リン                                                      | エレーヌ・タン                         | 佐古真弓       |
| 3        | 第14話                         | シリル                                                            | ジーン・ファーバー                     | 綱島郷太郎     |
| 3        | 第14話                         | アラン・ブシャール捜査官                                          | アンリ・ルバッティ                     | 三上哲         |
| 3        | 第15話                         | サンドラ・ニコルソン                                              | メリッサ・サージミラー                 | 加藤有生子     |
| 3        | 第16話、第22話                 | ダニエル・ケイシー                                                | ジョセフ・マゼロ                       |                |
| 3        | 第18話                         | マリア・マルティネス                                              | ナズニーン・コントラクター             | 小松由佳       |
| 3        | 第18話                         | クリストス・セバン                                                | ウィリアム・アバディ                   | 宮本充         |
| 3        | 第19話                         | マシュー・リード                                                  | ネスター・カーボネル                   | てらそままさき |
| 3        | 第20話                         | ロジャー・マコート下院議員                                        | ジョン・ハード                         | 肝付兼太       |
| 4        | 第1話                          | アリ・ハサン                                                      | ナヴィド・ネガーバン                   |                |
| 4        | 第2話、第15話                  | クレア・マホニー                                                  | クイン・シェパード                     | 青木瑠璃子     |
| 4        | 第3話                          | モレノ                                                            | モニーク・ガブリエラ・カーネン         |                |
| 4        | 第3話                          | アンドレ・クーパー                                                | ライアン・オナン                       |                |
| 4        | 第5話                          | サイモン・リー                                                    | ジェイソン・リッター                   |                |
| 4        | 第6話                          | ウォルター・ダン                                                  | エリク・ジェンセン                     |                |
| 4        | 第6話、第18話                  | ベス・ブリッジス                                                  | ジェシカ・ヘクト                       |                |
| 4        | 第7話                          | トマス・コロア                                                    | エイドリアン・ベラニ                   | 浜田賢二       |
| 4        | 第7話、第12話、第22話          | デヴォン・グライス                                                | ニック・E・タラベイ                    | 小原雅人       |
| 4        | 第8話                          | ハワード                                                          | ロブ・モーガン                         |                |
| 4        | 第8話、第13話                  | ダニ・シルヴァ                                                    | アドリア・アルホナ                     |                |
| 4        | 第9話 シーズン5第5話、第6話    | ブルース・モラン                                                  | ジェームズ・レグロス                   |                |
| 4        | 第10話                         | 若年期のジョン・グリア                                            | エムリス・クーパー                     |                |
| 4        | 第10話、第12話 シーズン5第6話  | ガブリエル・ヘイワード                                            | オークス・フェグリー                   | 田中あいみ     |
| 4        | 第12話                         | マイク                                                            | マイケル・ガストン                     |                |
| 4        | 第12話、第22話                 | シフマン                                                          | スージー・ジェーン・ハント             |                |
| 4        | 第12話 シーズン5第12話         | トラヴァース                                                      | マイケル・ポッツ                       |                |
| 4        | 第13話                         | トンプソン                                                        | マディ・コーマン                       |                |
| 4        | 第14話                         | エマ・ブレイク                                                    | ブレア・ブラウン                       |                |
| 4        | 第15話                         | アナ・ミュラー                                                    | ベラ・デイン                           |                |
| 4        | 第15話                         | カルヴァン・メイザー                                              | ニック・ウェストレート                 | 森宮隆         |
| 4        | 第17話                         | シェーン・エドワーズ医師                                          | パトリック・ケネディ                   | 福田賢二       |
| 4        | 第17話                         | ワイアット・モリス                                                | ダニエル・サウリ                       |                |
| 4        | 第18話                         | フランキー・ウェルズ                                              | キャサリン・ウィニック                 |                |
| 4        | 第18話                         | レイ・プラット                                                    | アトー・エッサンドー                   |                |
| 4        | 第19話                         | カーン                                                            | アーシフ・マンドヴィ                   |                |
| 4        | 第20話                         | チェイス・パターソン                                              | ザッカリー・ブース                     |                |
| 4        | 第21話                         | シェリー・スペンサー                                              | エリン・ディリー                       |                |
| 5        | 第1話、第12話                  | マーティン・ルルー                                                | デヴィッド・アーロン・ベイカー         |                |
| 5        | 第1話                          | ベラ・ドルチェンコ                                                | ディクラン・トゥレイン                 | 安原義人       |
| 5        | 第2話、第8話                   | モナ                                                              | ラチャンズ                             |                |
| 5        | 第3話                          | テレンス・ビール                                                  | キース・デイヴィッド                   | 手塚秀彰       |
| 5        | 第3話                          | アレックス・ダンカン                                              | スティーブン・プランケット             |                |
| 5        | 第4話、第7話、第8話            | ブリッグス                                                        | キム・ラミレス                         |                |
| 5        | 第7話                          | マックス・グリーン                                                | スコット・アドシット                   |                |
| 5        | 第8話                          | メイソン医師                                                      | ジェナ・スターン                       |                |
| 5        | 第8話                          | ジェームズ・コー                                                  | ジェームズ・チェン                     |                |
| 5        | 第9話                          | テリー・イーストン                                                | ニール・ハフ                           |                |
| 5        | 第9話                          | アミール                                                          | ルパック・ジン                         |                |
| 5        | 第11話                         | トレイシー・フィリップス                                          | カレン・ピットマン                     | きそひろこ     |
| 5        | 第13話                         | マーフィー                                                        | ジョン・ダグラス・トンプソン           |                |

## エピソード一覧
| シーズン | シーズン | エピソード | 米国での放送日                | 米国での放送日                |
| シーズン | シーズン | エピソード | 初回                          | 最終回                        |
| -------- | -------- | ---------- | ----------------------------- | ----------------------------- |
|          | 1        | 23         | 2011年9月22日                 | 2012年5月17日                 |
|          | 2        | 22         | 2012年9月27日                 | 2013年5月9日                  |
|          | 3        | 23         | 2013年9月24日                 | 2014年5月13日                 |
|          | 4        | 22         | 2014年9月23日                 | 2015年5月5日                  |
|          | 5        | 13         | 2016年5月3日                  | 2016年6月21日                 |
| トータル | トータル | 103        | 2011年9月22日 – 2016年6月21日 | 2011年9月22日 – 2016年6月21日 |

## 制作
シリーズは2011年5月13日に正式にCBSに採用され、2011年9月22日に放送開始した。

## 評価
CBSによると、『Person of Interest 』は 、過去15年間のすべてのテレビドラマのパイロット版の中で最高の評価を受けた。CBSのある幹部は、「通常見られないクレイジーな幅広い魅力」と呼び、CBSは過去10年以上にわたって木曜日に放送されてきた『CSI:科学捜査班』を水曜日に移動させ、『Person of Interest 』のために時間帯を開放することを促した。パイロットエピソードは1330万人の視聴者を惹きつけ、その時間帯を獲得した。2011年10月25日にこの番組は、22エピソードのフルシーズンの注文を受けた。

### 批評家による評価
『サンフランシスコ・クロニクル』のデビッド·ウィーガードは、「『Person of Interest 』は卓越した絶妙の登場人物と脚本だけでなく、9.11後の視聴者の偏執性をうまく描いたことで、小手先の仕掛けと一線を画している」と述べた。ニューヨーク『デイリーニュース』のデビッド・ヒンクリーは、パイロットに5つのうち4つ星を与え、カヴィーゼル、エマーソンの演技について、カヴィーゼルは「この役に正当性をもたらし」、エマーソンは「ミスター・フィンチとして魅力的だ」とコメントした。『ロサンゼルス・タイムズ』のメアリー·マクナマラは、「犯罪を解決するのではなく、予防するという概念は魅力的なひねりである。また、監視カメラ画像は非常にクール」だと述べた。

### 視聴率
| シーズン | エピソード数 | タイム（ET / PT） | 初回          | 初回                    | 最終回        | 最終回                  | TVシーズン | シーズン 順位 | 視聴者 （単位：百万） |
| シーズン | エピソード数 | タイム（ET / PT） | 日付          | 視聴者数 （単位：百万） | 日付          | 視聴者数 （単位：百万） | TVシーズン | シーズン 順位 | 視聴者 （単位：百万） |
| -------- | ------------ | ----------------- | ------------- | ----------------------- | ------------- | ----------------------- | ---------- | ------------- | --------------------- |
| 1        | 23           | 木曜日9:00 PM     | 2011年9月22日 | 13.33                   | 2012年5月17日 | 13.47                   | 2011–12    | #13           | 14.26                 |

## 各国の放送状況
| 国                   | 放送局                 | 初回放送       | 時間帯              |
| -------------------- | ---------------------- | -------------- | ------------------- |
| オーストラリア       | Channel Nine           | 2011年9月25日  | 日曜日 午後9:30     |
| カナダ               | Citytv                 | 2011年9月22日  | 木曜 9/8c           |
| ハンガリー           | Viasat 3               | 2012年3月8日   |                     |
| インド               | Star World             | 2012年3月6日   | 火曜日午後10時      |
| イタリア             | Mediaset Premium Crime | 2012年4月30日  | 金曜日午後09.15     |
| イスラエル           | Yes Action             | 2012年3月15日  |                     |
| 日本                 | AXN                    | 2012年8月19日  |                     |
| ニュージーランド     | TV ONE                 | 2012年1月16日  | 月曜日午後9:30      |
| フィリピン           | Chase                  | 1月、2012      |                     |
| ポルトガル           | RTP1                   | 2012年5月8日   |                     |
| スロベニア           | POP TV                 | 2012年3月20日  | 火曜日午後10.30     |
| 韓国                 | Channel CGV            | 2012年5月11日  | 金曜午後10時        |
| スペイン             | laSexta                | 2011年11月17日 |                     |
| スウェーデン         | Canal+                 | 2011年11月21日 | 月曜日午後8時       |
| トルコ               | CNBC-e                 | 2011年11月17日 | 木曜午後9時         |
| トリニダード・トバゴ | CBS                    | 2012年3月8日   | 木曜午後21:00       |
| イギリス             | Channel 5              | 2012年         |                     |
| ベネズエラ           | Warner TV              | 2011年11月     |                     |
| 台湾                 | PTS                    | 2012年11月14日 | 月曜～木曜午後23:00 |

## 受賞歴
| 年   | アワード                             | カテゴリ           | 受賞                                    | 結果 |
| ---- | ------------------------------------ | ------------------ | --------------------------------------- | ---- |
| 2012 | 第38回ピープルズ・チョイス・アワード | 新テレビ・ドラマ賞 | 『PERSON of INTEREST 犯罪予知ユニット』 | 受賞 |

## 参照
1. ↑  "Person of Interest" (2011) - Memorable quotes. Internet Movie Database. Retrieved February 18, 2012.
2. ↑  “パーソン・オブ・インタレスト 犯罪予知ユニット - ジョン・リース”.   AXN. 2014年10月12日閲覧。
3. ↑  “パーソン・オブ・インタレスト 犯罪予知ユニット - ハロルド・フィンチ”.   AXN. 2014年10月12日閲覧。
4. ↑  “パーソン・オブ・インタレスト 犯罪予知ユニット - ライオネル・ファスコ”.   AXN. 2014年10月12日閲覧。
5. ↑  “パーソン・オブ・インタレスト 犯罪予知ユニット - サミーン・ショウ”.   AXN. 2014年10月12日閲覧。
6. ↑  “『パーソン・オブ・インタレスト』サラ・シャヒが双子を出産！”.   海外ドラマNAVI. 2015年11月28日閲覧。
7. ↑  “パーソン・オブ・インタレスト 犯罪予知ユニット - ルート”.   AXN. 2014年10月12日閲覧。
8. ↑  “パーソン・オブ・インタレスト 犯罪予知ユニット - ジョス・カーター”.   AXN. 2014年10月12日閲覧。
9. ↑  “佐藤美一 公式Twitter”. 2014年7月12日閲覧。
10. ↑  Roffman, Marisa (2011年5月13日). “CBS Orders PERSON OF INTEREST and TWO BROKE GIRLS”.   Give Me My Remote. 2011年9月24日閲覧。
11. ↑  Seidman, Robert (2011年6月29日). “CBS Announces Fall 2011 Premiere Dates”.   TVbytheNumbers. 2011年9月20日閲覧。
12. ↑  Karlin, Susan (2011年9月21日). “'Person Of Interest' Creator Jonathan Nolan Isn't Paranoid--Or Is He?”.   Fast Company. 2011年9月24日閲覧。
13. ↑  de Moraes, Lisa (2011年5月18日). “Upfronts Week 2011: CBS moves ‘CSI’ to Wednesday to make room for new J.J. Abrams series”. The TV Column (The Washington Post) 2011年9月24日閲覧。 {{cite news}}: |publisher=では太字とイタリック体は使えません。 (説明)⚠
14. ↑  O'Connell, Mikey (2011年9月23日). “TV Ratings: 'X Factor' holds, 'Charlie's Angels' off to modest start”. From Inside the Box.  Zap2it. 2011年9月24日閲覧。
15. ↑  Goldberg, Lesley (2011年10月25日). “'Person of Interest', 'Unforgettable' Get Full-Season Orders at CBS”. The Hollywood Reporter 2011年10月25日閲覧。
16. ↑  David Wiegand (2011年9月21日). “'Person of Interest' and 'Prime Suspect' reviews”. San Francisco Chronicle:  p. E-1 2011年9月25日閲覧。
17. ↑  Hinckley, David (2011年9月22日). “'Person of Interest' review: John Reese and Mr. Finch partner up in ultimate mystery CIA operatives”. Daily News (New York) 2011年9月25日閲覧。
18. ↑  McNamara, Mary (2011年9月22日). “'Person of Interest': TV review”. Los Angeles Times 2011年9月25日閲覧。
19. ↑  Seidman, Robert (2011年9月23日). “Thursday Finals: 'Big Bang Theory', 'The X Factor', 'Parks and Recreation' and 'Whitney' Adjusted Up”. Zap2it 2012年1月28日閲覧。
20. ↑  Bibel, Sara (2012年3月22日). “CBS Announces Season Finale Dates and Storylines”. TV By the Numbers. 2012年3月25日閲覧。
21. ↑  Bibel, Sara (2012年5月18日). “Thursday Final Ratings: 'American Idol', 'Grey's Anatomy', '30 Rock' Adjusted Up; 'Touch', 'Scandal' Adjusted Down”. TV by the Numbers. 2012年5月18日閲覧。
22. ↑  “Nielsen Television - TV Ratings for Primetime: 2011-12 Season-to-Date”. Zap2it (2012年5月13日). 2012年5月18日閲覧。
23. ↑  Knox, David. “Airdate: Person of Interest”.   TV Tonight. 2012年4月21日閲覧。
24. ↑  “Person of Interest”.   ninemsn. 2012年5月23日閲覧。
25. ↑   viasat3.hu
26. ↑   Throng
27. ↑  “Person of Interest | US Crime Drama on TV ONE”.   TVNZ. 2012年5月23日閲覧。
28. 1 2  “퍼슨 오브 인터레스트”.   CJ E&M. 2012年5月23日閲覧。
29. ↑   vertele.com
30. ↑   cnbce.com
31. ↑  “C5 finds Persons of Interest”.   C21Media.net (2012年5月17日). 2012年5月23日閲覧。